# ستيفن أميل
ستيفن أميل (ولد في 8 مايو 1981) وهو ممثل كندي. وهو حاليا باسم النجومية الحارس الليلي أوليفر كوين / السهم الأخضر على شبكة سي دبليو التلفزيونية في المسلسل الناجح السهم (مسلسل).

## الحياة المهنية

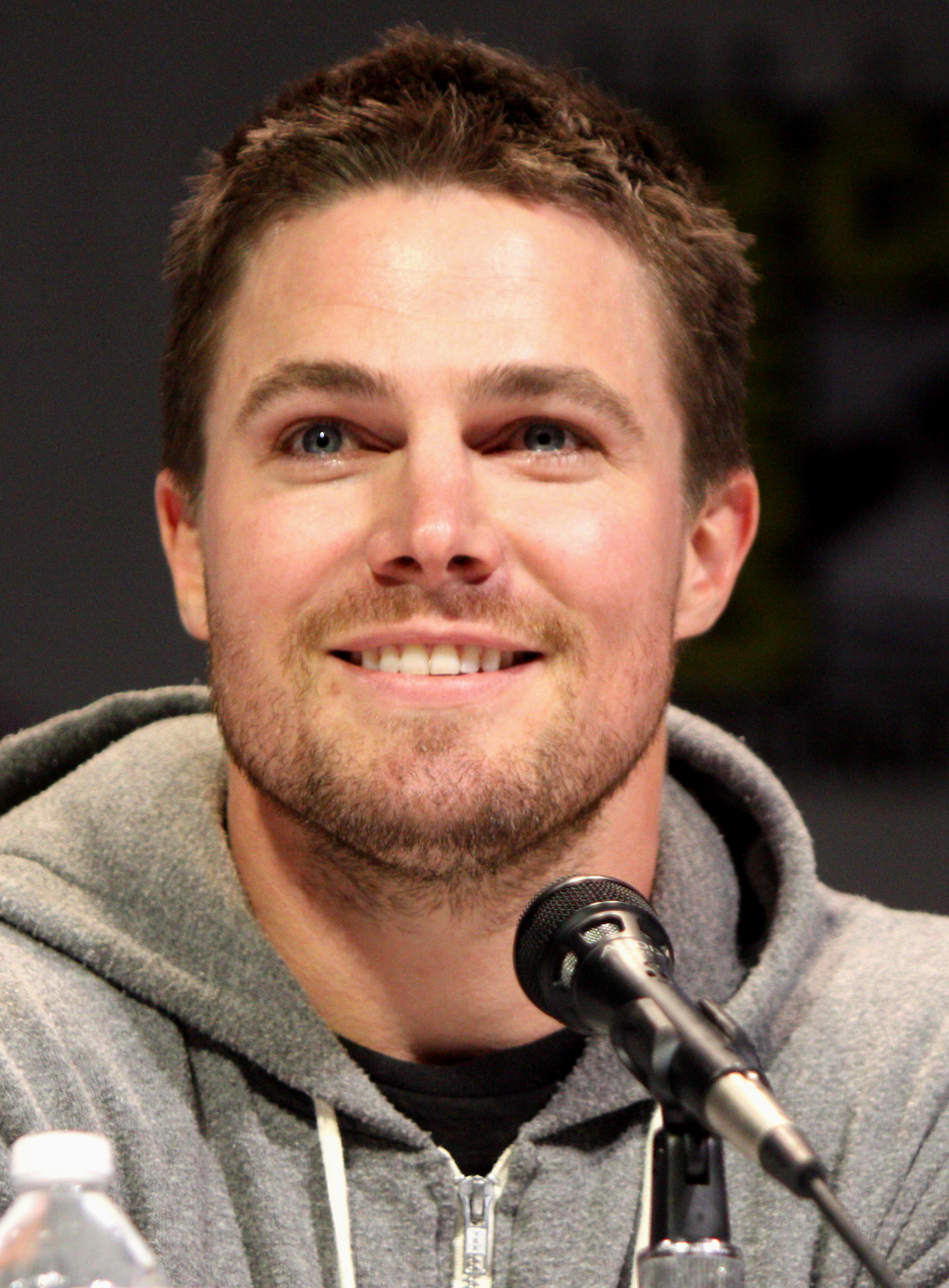
ستيفن اميل في (WonderCon) مارس 2013.

اميل لعب دور آدم في الموسم الأول من المسلسل التلفزيوني (Dante's Cove)، وأنه تم استبداله في الموسم الثاني من قبل جون فليمينغ. اميل، أدى كما 'ستيف اميل'، ظهر في ثلاث حلقات من الموسم الرابع من (Queer as Folk) في عام 2004.
وفي عام 2007 فاز اميل بـ جائزة غيميني لدوره الضيف على بطولة (ReGenesis). وفي نفس العام تم ترشيحه أيضا لـ جائزة غيميني في أفضل فرقة في التصنيف الطبقي للـ (Rent-a-Goalie).
وكان لديه أدوار متكررة في المسلسل التلفزيوني (Da Kink in My Hair) و (Heartland).و في 3 ديسمبر، 2010 انضم اميل ليلعب دور في يوميات مصاص دماء حيث بالذئب 'برادي' للموسم 2.
تألق اميل بلعب دور كـ (يوران فان در سلوت) في فيلم (Lifetime) لناتالي هولواي التي بث في الأصل في مايو 2011.
في 2 أكتوبر 2011، في الموسم 3 من المسلسل التلفزيوني هوم بكس أوفيس الذي أستمر في (Hung) أول مرة مع اميل بطولة كـ نادل الذي تحول إلى عاهرة «جيسون»، وهي منافسة الأصغر «حو» لـتوماس جين 'راي دريكر'. والمسلسل 90210 (مسلسل تلفزيوني) الموسم 4 الحلقات 4 و 5 كـ جيم.
أعلن اميل في 28 أكتوبر 2011 أنه قد انتهى لتوه من تصوير حلقة عيد الميلاد من جديد مع الفتاة زوي ديشانيل وماكس غرينفيلد. وقال انه يمس على تجربة تصوير الأول "network half hour comedy" له في مقابلة مع Daemon TV. في 9 نوفمبر 2011 الذي أعلن عنه اميل للدور المتكرر من "Scottie"، وهو مسعف في فترات الذروة وهو مسلسل الدراما الطبية لـ هيئة الإذاعة الأمريكية (Private Practice).
في يناير 2012، كان يلقي اميل كبطل حرفي في شبكة سي دبليو التلفزيونية السهم (مسلسل) ، وإعادة تخيل من الطابع الهزلي لكتاب السهم الأخضر. في حزيران 2012، كان يلقي اميل على اللعب كـ لوين ديلاني في الاعتقاد فيلم Believe Pictures من جانيت في الغرب الكندي من الروايات "When Calls The Heart"، التي من المقرر أن يتم لأول مرة على قناة هولمارك في عام 2013
خاض ستيفن اميل 3 مواجهات حتى الآن في عالم المصارعة واولها سنة 2015 في عرض سمرسلام التابع إلى Wwe

## الحياة الشخصية
هو ابن عم الممثل روبي اميل.
تزوجت الممثلة اميل / جان كاساندرا الأول في 25 ديسمبر 2012 في حفل خاص في منطقة البحر الكاريبي وللمرة الثانية في نيو اورليانز في 26 مايو 2013. في 6 يونيو 2013، أعلن اميل أن زوجته حامل، في انتظار طفلهما الأول.

## الأعمال

### الأفلام
| Year | Title                  | Role         | Notes      |
| ---- | ---------------------- | ------------ | ---------- |
| 2007 | The Tracey Fragments   | Detective    |            |
| 2007 | [[Closing the Ring     | Teddy Gordon |            |
| 2009 | Screamers: The Hunting | Guy          |            |
| 2011 | Stay With Me           | Travis       | Short Film |

.

### التلفيزيون
| Year         | Title                                          | Role                     | Notes                                 |
| ------------ | ---------------------------------------------- | ------------------------ | ------------------------------------- |
| 2004         | Queer as Folk                                  | Spinning Instructor      | 2 Episodes                            |
| 2004         | Degrassi: The Next Generation                  | Doorman                  | Episode: Ghost in the Machine: Part 2 |
| 2005         | 1-800-Missing                                  | Ian Harrington           | Episode: Paper Anniversary            |
| 2005         | Tilt                                           | Bellboy                  | Episode: Rivered                      |
| 2005         | Beautiful People                               | Jason                    | 5 Episodes                            |
| 2005         | Dante's Cove                                   | Adam                     | 2 Episodes                            |
| 2006         | The House Next Door                            | Buddy Harrelson          | TV Movie                              |
| 2006-2008    | Rent-a-Goalie\|Rent-A-Goalie                   | Billy                    | 18 Episodes                           |
| 2007         | ReGenesis                                      | Craig Riddlemeyer        | 2 Episodes                            |
| 2007-2009    | Da Kink in My Hair                             | Matthew                  | 4 Episodes                            |
| 2007-2012    | Heartland                                      | Nick Harwell             | 6 Episodes                            |
| 2009         | Flashpoint                                     | Peter Henderson          | Episode: Exit Wounds                  |
| 2010         | The Cutting Edge: Fire & Ice                   | Philip Seaver            | TV Movie                              |
| 2010         | Blue Mountain State                            | Travis                   | 2 Episodes                            |
| 2010         | CSI: Miami                                     | Peter Truitt             | Episode: Sleepless in Miami           |
| 2010         | NCIS: Los Angeles                              | Sgt. Andrew Weaver       | Episode: Bounty                       |
| 2011         | The Vampire Diaries                            | Brady                    | 2 Episodes                            |
| 2011         | Justice For Natalee Holloway                   | Joran Van Der Sloot      | TV Movie                              |
| 2011         | CSI: Crime Scene Investigation                 | A.J. Gust                | Episode: 73 Seconds                   |
| 2011         | 90210                                          | Jim                      | 2 Episodes                            |
| 2011         | Hung                                           | Jason                    | 10 Episodes                           |
| 2011-2012    | New Girl                                       | Kyle                     | 2 Episodes                            |
| 2012         | Private Practice (TV series)\|Private Practice | Scott Becker             | 7 Episodes                            |
| 2012–present | Arrow                                          | Oliver Queen/Green Arrow | Lead Role                             |
| 2013         | When Calls The Heart                           | Wynn Delaney             | TV Movie; Post-Production             |

### العاب الفيديو
| Year | Title                    | Role                     | Notes      |
| ---- | ------------------------ | ------------------------ | ---------- |
| 2013 | Injustice: Gods Among Us | Oliver Queen/Green Arrow | Voice only |

## الجوائز والترشيحات
| Year | Award              | Category | Title of work | Result      |
| ---- | ------------------ | --- | ------------- | ----------- |
| 2007 | Gemini Awards      | Best Performance by an Actor in a Guest Role Dramatic Series                                                                        | ReGenesis     | فوز         |
| 2007 | Gemini Awards      | 2007 Gemini Awards#Best Ensemble Performance in a Comedy Program or Series\|Best Ensemble Performance in a Comedy Program or Series | Rent-a-Goalie | رُشِّح         |
| 2008 | Gemini Awards      | 2007 Gemini Awards#Best Ensemble Performance in a Comedy Program or Series\|Best Ensemble Performance in a Comedy Program or Series | Rent-a-Goalie | رُشِّح         |
| 2012 | IGN Awards         | Best TV Hero | Arrow         | رُشِّح         |
| 2013 | Teen Choice Awards | Choice TV Actor: Fantasy/Sci-Fi | Arrow         | في الأنتظار |

## روابط خارجية
- ستيفن أميل على موقع WrestlingData.com (الإنجليزية)
- ستيفن أميل على موقع CageMatch worker (الإنجليزية)
- ستيفن أميل على موقع قاعدة بيانات المصارعة على الإنترنت (الإنجليزية)

- ستيفن أميل على موقع IMDb (الإنجليزية)
- ستيفن أميل على موقع ميتاكريتيك (الإنجليزية)
- ستيفن أميل على موقع ألو سيني (الفرنسية)
- ستيفن أميل على موقع تيرنر كلاسيك موفيز (الإنجليزية)
- ستيفن أميل على موقع أول موفي (الإنجليزية)
- ستيفن أميل على موقع قاعدة بيانات الفيلم (الإنجليزية)
- ستيفن أميل على موقع كينوبويسك (الروسية)